# Pet Shop Boys
Pet Shop Boys este o formație englezească al cărui gen muzical este muzica electronică (dance și pop). Duo-ul este format din Neil Tennant (voce, sintetizatoare și ocazional chitară) și Chris Lowe (clape, uneori și voce).
În anul 2009, la BRIT Awards, formația Pet Shop Boys a primit un premiu pentru "Contribuție Deosebită Adusă Muzicii".
Pet Shop Boys au vândut în întreaga lume mai mult de 50 de milioane de discuri. Începând cu 1986, ei au avut 39 piese in Top 30 și 22 de piese în Top 10 din Marea Britanie, inclusiv patru piese ajunse pe prima poziție: "West End Girls," "It's a Sin," "Always on My Mind," și "Heart".
Ultimul album al lor, intitulat Yes, a apărut pe 23 martie 2009.

## Istoria muzicală

### Formarea și anii de început (1981-1984)
Neil Tenant si Chris Lowe s-au întalnit într-un magazin de electronice aflat pe strada Kings Road din Londra în luna august 1981. Recunoscând un interes reciproc în muzica de dans, ei incep să lucreze împreună la un material, prima dată în apartamentul lui Tennant din Chelsea și apoi, începând din 1982, într-un mic studio aflat în cartierul Camden Town din Londra. În timpul acestor ani de început au fost concepute numeroase melodii ce vor apărea pe albumele viitoare, printre care “It’s a Sin”, “West End Girls”, “Rent” și “Jealousy”.
La început își iau numele de West End, datorită dragostei lor pentru cartieul West End din Londra, dar mai târziu își schimbă numele în Pet Shop Boys, ca semn de apreciere față de câțiva prieteni care lucrau într-un “pet shop” (magazin cu produse pentru animale de companie) din Ealing. “Ni s-a părut că sună ca o trupă de rap britanică”, declara Neil într-un interviu.
Marea lovitură vine în luna august 1983, când Tennant este trimis la New York de revista Smash Hit, pentru a reliza un interviu cu trupa The Police. Duo-ul era obsedat de valul de înregistrări de muzică în stilul Hi-NRG, făcut de producătorul new york-ez Bobby Orlando, mai simplu cunoscut ca Bobby ‘O’. După spusele lui Tennant: “Mă gândeam: ei bine, dacă trebuie să merg să-i văd pe The Police cântând, atunci totodată voi lua și masa cu Bobby ‘O’. După un cheeseburger și o prajitură cu morcovi degustate împreună la un restaurant numit ”Apple Jack”, pe 19 august (la doi ani de la prima întâlnire a lui Tennant cu Lowe), și după ce ascultă o casetă demonstrativă adusă de Tennant, Orlando vine cu ideea să le producă britanicilor Pet Shop Boys single-ul de debut. În aprilie 1984 apare single-ul “West End Girls” și devine un hit in cluburile din Los Angeles și San Francisco. Pe 2 noiembrie melodia este votată “Titlul Săptămânii” de către ascultătorii postului de radio WLIR din Long Island, New York. Deși piesa nu s-a vândut bine în Marea Britanie, a fost totuși un mic hit în Franța și Belgia.

## Discografie

### Albume de studio
- Please (1986)
- Actually (1987)
- Introspective (1988)
- Behaviour5 (1990)
- Very (1993)
- Bilingual (1996)
- Nightlife (1999)
- Release (2002)
- Fundamental (2006)
- Yes (2009)
- Elysium (2012)
- Electric (2013)
- Super (2016)
- Hotspot (2020)
- Nonetheless (2024)

### Albume din concert
- Concrete (2006)